# 900.
900. je prvo desetletje v 10. stoletju med letoma 900 in 909. 